# Psednotrichia
Psednotrichia é um género botânico pertencente à família Asteraceae, presente em Angola.

## Espécies
O género Psednotrichia inclui quatro espécies descritas, mas apenas duas são aceites:
- Psednotrichia newtonii (O.Hoffm.) Anderb. & P.O.Karis
- Psednotrichia xyridopsis (O.Hoffm.) Anderb. & P.O.Karis